# 艾萊烏區
艾萊烏区（德頓語）是東帝汶的一個区，位於該國中部，是該國兩個內陸区之一。面積737平方公里，2010年人口45,512人。首府艾萊烏。
下分四次區。